# Kiedy yakuza zostaje niańką
Kiedy yakuza zostaje niańką (jap. 組長娘と世話係 Kumichō musume to sewagakari) – manga autorstwa Tsukiyi, publikowana w serwisie Comic Ride pixiv od czerwca 2018, a następnie w przeniesiona do serwisu mangowego Comic Elmo. 
Na podstawie mangi powstało anime, które emitowane było od lipca do września 2022.

## Fabuła
Toru Kirishima jest członkiem yakuzy, który znany jest ze swojej brutalności i bezwzględności do tego stopnia, że dorobił się przydomka „Diabeł z Sakuragi”. Szef grupy Sakuragi, zaniepokojony zachowaniem Kirishimy w kontaktach z wrogiem, postanawia poskromić jego okrutną naturę i powierza mu zadanie opieki nad swoją córką, Yaeką. 

## Bohaterowie
- Toru Kirishima (jap. 霧島 透 Kirishima Tōru)

Seiyū: Yoshimasa Hosoya (drama CD, anime)
- Yaeka Sakuragi (jap. 桜樹 八重花 Sakuragi Yaeka)

Seiyū: Misaki Watada (drama CD, anime)
- Kei Sugihara (jap. 杉原 恵 Sugihara Kei)

Seiyū: Kaito Ishikawa (drama CD, anime)
- Kazuhiko Sakuragi (jap. 桜樹 一彦 Sakuragi Kazuhiko)

Seiyū: Ryōta Takeuchi (drama CD, anime)
- Kanami Kurosaki (jap. 黒崎 香菜美 Kurosaki Kanami)

Seiyū: Misa Kobayashi (drama CD, anime)
- Miyuki Sakuragi (jap. 桜樹 美幸 Sakuragi Miyuki)

Seiyū: Mai Nakahara (anime)
- Toichiro Aoi (jap. 葵 塔一郎 Aoi Tōichirō)

Seiyū: Tomoaki Maeno (anime)
- Rei Hojo (jap. 北条 零 Hōjō Rei)

Seiyū: Wataru Hatano (anime)
- Masaya Hayami (jap. 速水 雅也 Hayami Masaya)

Seiyū: Jun Fukuyama (anime)
- Yuri Mashiro (jap. 真白 悠莉 Mashiro Yūri)

Seiyū: Hiroshi Kamiya (anime)

## Manga
Pierwszy rozdział mangi ukazał się 5 czerwca 2018 w serwisie Comic Ride pixiv. W maju 2020 seria została przeniesiona do serwisu mangowego Micro Magazine wydawnictwa Comic Elmo. Pierwszy tom tankōbon ukazał się 24 grudnia 2018. W Polsce licencję na serię zakupiło wydawnictwo Dango.
| Nr | Język japoński   | Język japoński         | Język polski         | Język polski           |
| Nr | Data wydania     | ISBN                   | Data wydania         | ISBN                   |
| -- | ---------------- | ---------------------- | -------------------- | ---------------------- |
| 1  | 24 grudnia 2018  | ISBN 978-4-89-637849-8 | 11 maja 2021         | ISBN 978-83-66596-33-7 |
| 2  | 19 lipca 2019    | ISBN 978-4-89-637900-6 | 28 lipca 2021        | ISBN 978-83-66596-34-4 |
| 3  | 24 stycznia 2020 | ISBN 978-4-89-637967-9 | 24 września 2021     | ISBN 978-83-66596-35-1 |
| 4  | 22 lipca 2020    | ISBN 978-4-86-716032-9 | 23 listopada 2021    | ISBN 978-83-66596-90-0 |
| 5  | 10 grudnia 2020  | ISBN 978-4-86-716090-9 | 17 marca 2022        | ISBN 978-83-66596-87-0 |
| 6  | 10 września 2021 | ISBN 978-4-86-716165-4 | 24 maja 2022         | ISBN 978-83-66596-94-8 |
| 7  | 10 lutego 2022   | ISBN 978-4-86-716245-3 | 12 października 2022 | ISBN 978-83-67389-08-2 |
| 8  | 11 lipca 2022    | ISBN 978-4-86-716301-6 | 12 lipca 2023        | ISBN 978-83-67389-49-5 |
| 9  | 11 stycznia 2023 | ISBN 978-4-86-716379-5 | 28 września 2023     | ISBN 978-83-67389-58-7 |
| 10 | 10 lipca 2023    | ISBN 978-4-86-716443-3 | —                    |                        |
| 11 | 11 grudnia 2023  | ISBN 978-4-86-716503-4 | —                    |                        |
| 12 | 10 lipca 2024    | ISBN 978-4-86-716603-1 | —                    |                        |
| 13 | 11 grudnia 2024  | ISBN 978-4-86-716676-5 | —                    |                        |
| 14 | 10 lipca 2025    | ISBN 978-4-86-716789-2 | —                    |                        |

## Anime
Adaptacja w formie telewizyjnego serialu anime została zapowiedziana 8 września 2021. Za produkcję odpowiadają studia Feel oraz Gaina. Reżyserem został Itsuro Kawasaki, scenariusz napisał Keiichirō Ōchi, postacie zaprojektowała Hiromi Ogata, a muzykę skomponował Takurō Iga. Serial był emitowany od 7 lipca do 22 września 2022 w stacji Tokyo MX i innych. Motywem przewodnim jest „Mirai no hero tachi e” autorstwa Shō Takeyaki, natomiast motyw końcowy, zatytułowany „Kaerimichi no iro”, wykonuje vtuber Shibuya HAL. Prawa do streamingu serii nabył Crunchyroll.

### Lista odcinków
| №  | Tytuł                                                                           | Premiera         |
| -- | ------------------------------------------------------------------------------- | ---------------- |
| 1  | The Yakuza’s Guide to Babysitting Kumichō musume to sewagakari (組長娘と世話係) | 7 lipca 2022     |
| 2  | A Kind Person Yasashii hito (やさしいひと)                                      | 14 lipca 2022    |
| 3  | A Visit and a Reunion Omimai to saikai (おみまいと再会)                         | 21 lipca 2022    |
| 4  | Why Don’t We Start Streaming? Dōga haishin hajimeru ka (動画配信始めるか)       | 28 lipca 2022    |
| 5  | Kirishima’s Day Off Kirishima no oyasumi (霧島のおやすみ)                       | 4 sierpnia 2022  |
| 6  | First Friend Hajimete no otomodachi (はじめてのおともだち)                      | 11 sierpnia 2022 |
| 7  | The Ultimate Target Saikō no hyōteki (最高の標的)                               | 18 sierpnia 2022 |
| 8  | It’s Been a While Ohisashiburi desu (お久し振りです)                            | 25 sierpnia 2022 |
| 9  | The Kirishima [ ] Plan Kirishima marumaru keikaku (霧島◯◯計画)                  | 1 września 2022  |
| 10 | A Bad Person Warui hito (わるいひと)                                            | 8 września 2022  |
| 11 | Fireworks and Promises Hanabi to yakusoku to (花火と約束と)                     | 15 września 2022 |
| 12 | The Little Lady’s Babysitter Ojō no sewagakari (お嬢の世話係)                   | 22 września 2022 |

## Odbiór
W 2019 roku manga została nominowana w konkursie Next Manga Award w kategorii cyfrowej i zajęła 15. miejsce spośród 50 nominowanych.